# Штарк Арена
Белградская арена (серб. Београдска арена) — одна из крупнейших многофункциональных спортивных арен Европы, расположенная в Белграде.
На этой арене проходил Конкурс песни Евровидение 2008. Комплекс был открыт 31 июля 2004 года. На арене проходил финал четырёх Евролиги 2018. Вмещает до 25 000 зрителей, сидячих мест 18386, а также 70 люкс-боксов, где находится ещё 860 кресел.